# 弩失毕

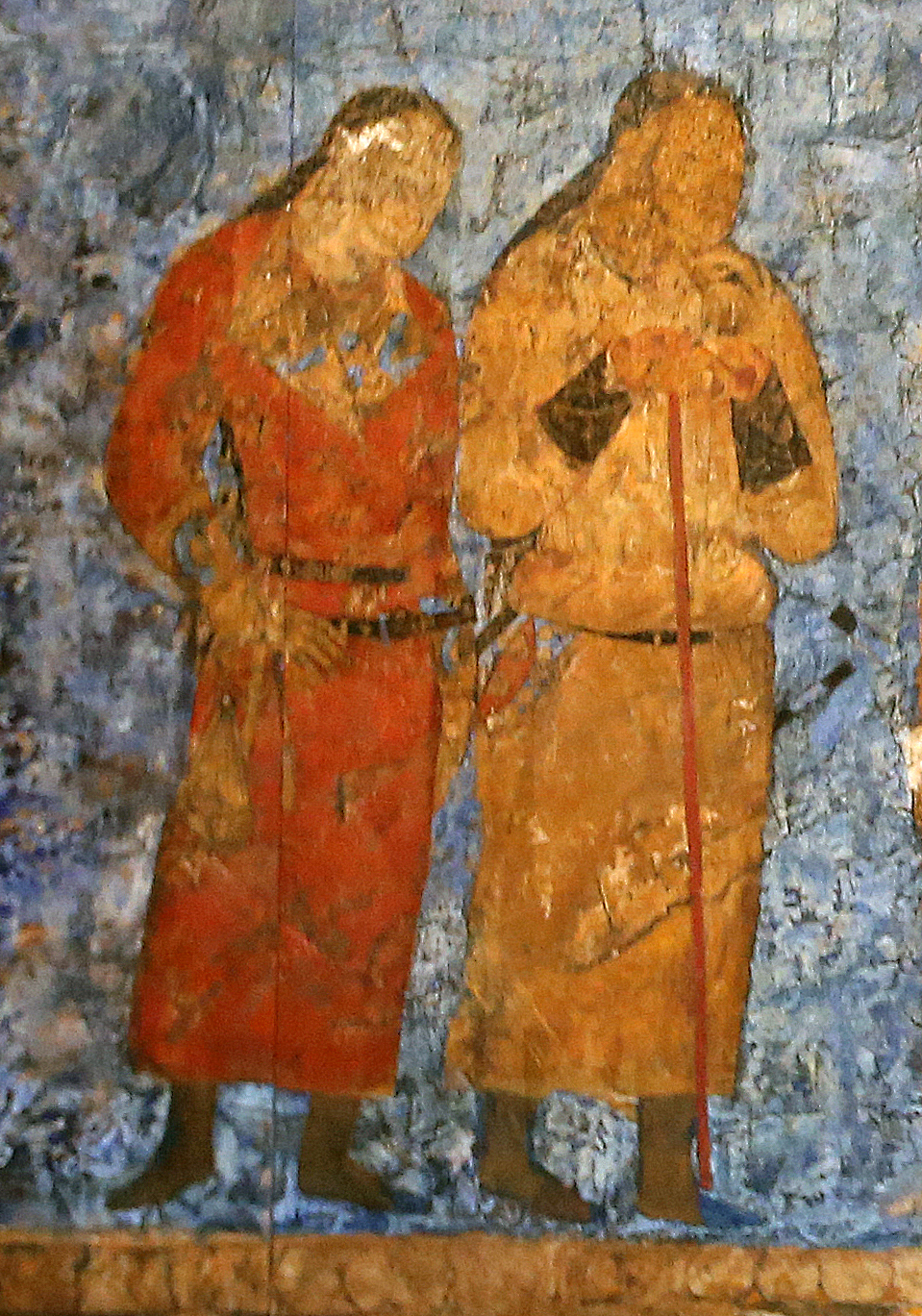
弩失毕族人相貌

弩失毕是西突厥汗国时的族群，称“南庭”，由下列五個部落（「俟斤號」）組成：
- 阿悉結闕俟斤，
- 哥舒闕俟斤，
- 拔寒幹暾沙闕俟斤，
- 阿悉結泥孰俟斤，
- 阿舒虛半俟斤。

弩失畢与保加尔人（也称“咄陆”）的“北庭”相对。他们占据着伊犁河西侧的七河地區土地。五部与悅般关系不明，可能从属也可能等同。
“弩失毕”一词最初来源于突厥语的“右翼”。604年突厥分裂为东西两部，西突厥就以“十支箭”（十个部落）而为人所知。其中五支“箭”就是右翼弩失毕。可萨人就是来自此部。“五弩失毕”为bɛʃ nuʧ balïq(五座新城)的译音,亦即别失八里(庭州)。